# Acianthera hygrophila
Acianthera hygrophila é uma espécie de orquídea (Orchidaceae) originária do Brasil.